# Vafþrúðnismál
Dans la mythologie nordique, le Vafþrúðnismál (« Les dits de Vafþrúðnir ») est le troisième poème de l'Edda poétique. Il commence par une conversation entre le dieu Odin et la déesse Frigg, puis continue avec une série de questions ou « devinettes » entre Odin et le géant Vafþrúðnir relatant surtout de la cosmogonie (les jeux de questionnement d'Odin pour prouver sa sagesse ou déterminer l'étendue de la sagesse d'un interlocuteur sont choses récurrentes dans la mythologie nordique). Le poème compte 55 strophes, il est préservé dans le Codex Regius et partiellement dans le manuscrit islandais AM 748 I 4to. On peut couper les poèmes en quatre parties ; les premières strophes avec la conversation entre Odin et Frigg, ensuite la conversation entre Odin et Vafþrúðnir où ce dernier est le questionneur, puis quand Odin devient le questionneur, et enfin quand « les questions que pose désormais Odin relèvent de la plus haute science : divination et magie ».

## Résumé

### Départ d'Odin
1–5.
Odin fait part à Frigg de son intention de rendre visite à Vafþrúðnir afin de questionner son fameux savoir, ce que Frigg déconseille en indiquant qu'il s'agit du plus puissant des géants. Néanmoins, Odin insiste pour y aller, et Frigg lui souhaite un bon voyage.
6–10.
L'Ase se rend donc chez le géant, se présente sous le nom de Gagnráðr, et lui révèle sa volonté d'éprouver son savoir. Vafþrúðnir, ignorant qu'il s'agit d'Odin, le menace de ne pas sortir vivant s'il se révèle moins sage que lui.

### Vafþrúðnir questionne Odin
11–18.

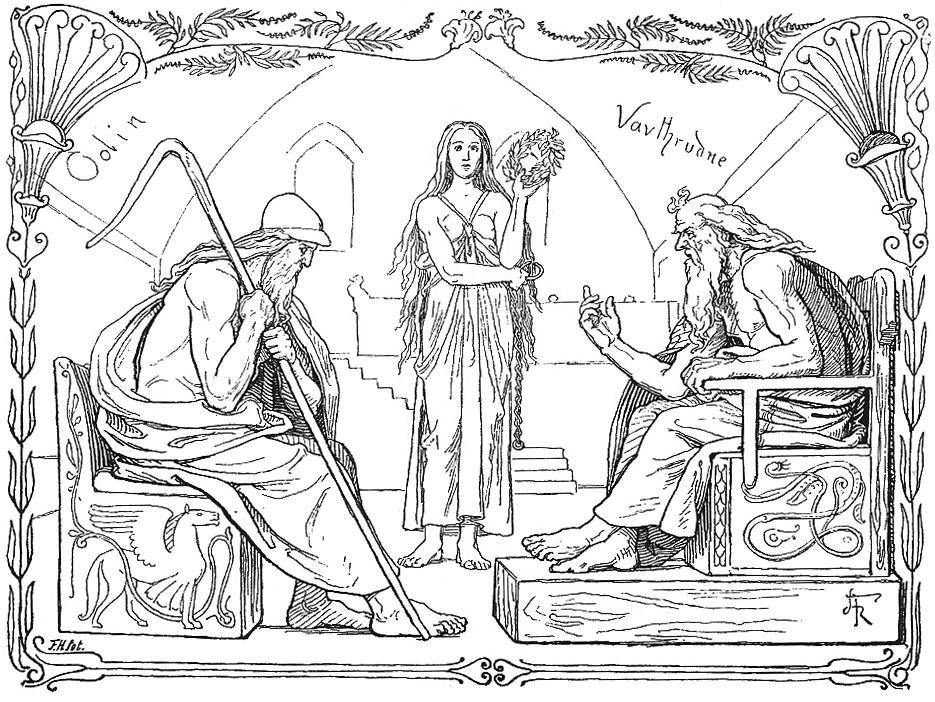
Odin et Vafþrúðnir se combattent dans un jeu du savoir (1895) par Lorenz Frølich.

Vafþrúðnir pose le premier les questions. Chacune commence ainsi :
| Dis ceci, Gagnráðr, Puisque tu veux du bas bout de la halle Éprouver ton renom. |

Il lui demande le nom du cheval qui tire le jour (Skinfaxi), puis de celui qui porte la nuit (Hrimfaxi), de la rivière qui sépare les domaines des dieux et des géants (Ifing), et enfin de la plaine où ceux-ci se battront (Vígríd).
Vafþrúðnir invite l'étranger à se rapprocher et met sa tête en gage au cas où il ne saurait répondre à une question d'Odin.
| Vafþrvðnir qvaþ: 19. Froþr ertv nv gestr, far þv a becc iotvns oc melomc i sessi saman! ha/fði veðia við scolom ha/llo i, gestr! vm geðspeki. | Vafþrúðnir dit : 19. Savant tu es, hôte Viens-t'en sur le banc du géant, Et parlons assis ensemble ; Nous allons dans la halle Mettre notre tête en gage, Hôte, sur notre sagesse. |  |

### Odin questionne Vafþrúðnir

#### Questions cosmogoniques
20–43.
Odin interroge à son tour :
| Dis ceci en [énième] lieu Si tes dons y suffisent, Et si toi, Vafþrúðnir, le sais. |

À douze reprises, Odin pose une question sur la création du monde, sur celle de la lune et du soleil, du jour et de la nuit, de l'hiver et de l'été, sur le plus ancien des fils d'Ymir, sur l'origine de celui-ci, sur sa propre descendance, sur le premier souvenir de Vafþrúðnir, sur l'origine du vent, et de Njörd, sur les guerriers d'Odin, et enfin sur les runes des géants et des dieux.

#### Questions eschatologiques
44–53.
Odin poursuit alors ses questions sur des matières qui relèvent de la plus haute science : sur les hommes qui survivront après la fin du monde (Ragnarök), sur les divinités du destin, sur les dieux qui survivront également, sur la mort d'Odin lui-même, et sur celle du loup Fenrir.
Chaque fois, il dit :
| Fiolþ ec for, fiolþ ec freistaþac fiolþ ec vm reynda regin. | Maints voyages j'ai faits, Maintes choses j'ai tentées, Maintes puissances j'ai éprouvées. |  |

#### Dénouement
54.
Enfin, n'ayant pu le mettre en difficulté, Odin interroge le géant sur le secret que seul lui peut connaître :
| hvat melti Oðinn, aþr a bal stigi, sialfr i eyra syni? | Qu'a dit Óðinn ; Avant qu'il monte sur le bûcher, Lui-même à l'oreille de son fils ? |  |

Vafþrvðnir reconnait alors Odin, et admet sa défaite :
| Vafþrvðnir qvaþ: 55. Ey manne þat veit, hvat þv i ardaga sagdir i eyra syni; feigom mvnni melta ec mina forna stafi oc vm ragnara/c. Nv ec viþ Oðin deildac mina orþspeci, þv ert e visastr vera. | Vafþrúðnir dit : 55. Nul homme ne sait Ce qu'autrefois Tu dis à l'oreille de ton fils ; D'une bouche vouée à la mort, J'ai dit mon antique savoir Et la chute des dieux ; Voici qu'avec Óðinn j'ai fait assaut De ma sagesse en paroles. Tu es et seras toujours le plus sage des hommes. |  |

## Traductions françaises
- Rosalie du Puget, « Le Poème de Vafthrudnir », Les Eddas, traduites de l’ancien idiome scandinave, Paris, Bibliothèque Du Puget (Bons livres pour tous les âges – Science), 1838, p. 146-158.
- Frédéric-Guillaume Bergmann, « Discours de Vafthrudnir », Poëmes islandais (Voluspa, Vafthrudnismal, Lokasenna), tirés de l’Edda de Sæmund, publiés avec une traduction, des notes et un glossaire, Paris, Imprimerie royale, 1838, p. 260-280 (bilingue).
- Xavier Marmier, « Le Chant de Vafthrudnir », Chants populaires du Nord : Islande – Danemark – Suède – Norvège – Ferœ – Finlande, traduits en français et précédés d’une introduction, Paris, Charpentier, 1842, p. 17-24.
- William Edward Frye, « Chant de Vaftrudner », Trois chants de l’Edda : Vaftrudnismal, Trymsqvida, Skirnisfor, traduits en vers français accompagnés de notes explicatives des mythes et allégories et suivis d’autres poèmes, Paris, Heideloff, 1844, p. 1-12.
- Félix Wagner, « Chant de Vafthrudnir », Les Poèmes mythologiques de l'Edda, traduction française d'après le texte original islandais accompagnée de notices interprétatives et précédée d'un exposé général de la mythologie scandinave basé sur les sources primitives, Liège / Paris, Faculté de Philosophie et Lettres / Librairie E. Droz, 1936, p. 117-126.
- Pierre Renauld-Krantz, « Le Chant de Fort-pour-embrouiller », Anthologie de la poésie nordique ancienne : des origines à la fin du Moyen Âge, Paris, NRF-Gallimard, 1964, p. 67-70 (extraits).
- Régis Boyer, « Les Dits de Fort à l’Embrouille », L'Edda Poétique, Paris, Fayard, 1992, p. 517-529.